# Équipe d'Espagne masculine de water-polo
L'équipe d'Espagne masculine de water-polo est la sélection nationale représentant l'Espagne dans les compétitions internationales de water-polo masculin.

## Palmarès
- Jeux olympiques
  - Champion : 1996
  - Vice-champion : 1992

- Championnats du monde de water-polo
  - Champion: 1998, 2001, 2022 et 2025
  - Vice-champion : 1991, 1994, 2009 et 2019
  - Troisième : 2007

- Championnat d'Europe masculin de water-polo
  - Vice-champion : 1991, 2018 et 2020.
  - Troisième : 1983, 1993 et 2006.

- Coupe du monde de water-polo
  - Troisième : 1985, 1991, 1999, 2006 et 2010

- Ligue mondiale de water-polo
  - Deuxième : 2002, 2006 et 2012
  - Troisième : 2018

## Performances dans les compétitions internationales

### Jeux olympiques
- 1980 : 4e place
- 1984 : 4e place
- 1988 : 6e place
- 1992 :  médaille d'argent
- 1996 :  médaille d'or
- 2000 : 4e place
- 2004 : 6e place
- 2008 : 5e place
- 2012 : 6e place
- 2016 : 7e place
- 2020 : 4e place
- 2024 : 6e place

## Sélection

### Joueurs convoqués pour les Jeux olympiques de 2012
Liste des convoqués pour les Jeux olympiques d'été de 2012 de Londres :
| Nº | Nom                      | Pos. | Taille | Poids  | Date de naissance | lieu de naissance | Club                   |
| -- | ------------------------ | ---- | ------ | ------ | ----------------- | ----------------- | ---------------------- |
| 1  | Iñaki Aguilar (es)       | Gar  | 1,89 m | 82 kg  | 9 septembre 1983  | Barcelone         | CN Sabadell            |
| 2  | Mario José García (en)   | Déf  | 1,90 m | 91 kg  | 15 juillet 1983   | Madrid            | Real Canoe NC (es)     |
| 3  | David Martín Lozano (es) | Déf  | 1,77 m | 78 kg  | 2 janvier 1977    | Barcelone         | CN Atlètic-Barceloneta |
| 4  | Balazs Sziranyi Somogyi  | Att  | 1,96 m | 108 kg | 10 janvier 1983   | Budapest          | Real Canoe NC (es)     |
| 5  | Guillermo Molina         | Att  | 1,94 m | 108 kg | 16 mars 1984      | Ceuta             | Pro Recco              |
| 6  | Marc Minguell (es)       | Att  | 1,86 m | 95 kg  | 14 janvier 1985   | Barcelone         | CN Posillipo           |
| 7  | Blai Mallarach (es)      | Att  | 1,87 m | 87 kg  | 21 août 1987      | Olot              | HAVK Mladost           |
| 8  | Albert Español (es)      | Déf  | 1,89 m | 86 kg  | 29 octobre 1986   | Barcelone         | CN Atlètic-Barceloneta |
| 9  | Xavier Vallès (es)       | Att  | 1,91 m | 94 kg  | 4 septembre 1979  | Sabadell          | CN Atlètic-Barceloneta |
| 10 | Felipe Perrone           | Déf  | 1,83 m | 95 kg  | 27 février 1986   | Rio de Janeiro    | Pro Recco              |
| 11 | Iván Pérez Vargas (es)   | Att  | 1,97 m | 109 kg | 29 juin 1971      | La Havane         | CN Sabadell            |
| 12 | Xavier García            | Att  | 1,98 m | 92 kg  | 5 janvier 1984    | Barcelone         | PK Primorje            |
| 13 | Daniel López Pinedo      | Gar  | 1,91 m | 87 kg  | 16 juillet 1980   | Barcelone         | CN Atlètic-Barceloneta |

Entraineur: Rafael Aguilar